# Артюхин, Евгений Тимофеевич
Евгений Тимофеевич Артюхин (17 июня 1949, Богдановский сельсовет, Тамбовская область — 12 июля 2008, Адлер) — советский спортсмен, борец греко-римского стиля. Чемпион мира 1983 года в тяжёлой весовой категории. Заслуженный мастер спорта по греко-римской борьбе (1983), Заслуженный тренер России.

## Биография
Родился в селе Ширяевка Ржаксинского района Тамбовской области. Спортом увлёкся во время учёбы в Кирсановском сельскохозяйственном техникуме. После окончания техникума под руководством тренера областной сборной команды Константина Кадзова начал заниматься борьбой.
В 1968 году Артюхин выиграл чемпионат российского совета «Динамо» по вольной борьбе. В 1969—1971 годах служил в армии в миномётном батальоне Таманской дивизии. Вскоре он выиграл чемпионат Москвы и стал обладателем кубка СССР среди молодёжи.
С 1970 года тренером Артюхина был призёр олимпиад и чемпион мира Николай Яковенко. В 1971—1986 годах входил в сборную СССР. Четырёхкратный чемпион СССР (1978, 1981, 1982, 1984 годов). В 1983 году на чемпионате мира в Киеве Артюхин завоевал золотую медаль в тяжёлой весовой категории. Он должен был участвовать в Олимпийских играх 1984 года, но не поехал из-за бойкота сборной СССР. Четырёхкратный победитель международного турнира памяти Ивана Поддубного. Серебряный (1980, 1981) и бронзовый (1982, 1983) призёр чемпионатов Европы. Бронзовый призёр чемпионатов мира (1981). Трёхкратный победитель спартакиады дружественных армий, обладатель суперкубка (Япония, 1985). Чемпион России среди ветеранов (1995). На первом чемпионате мира среди ветеранов (1998) выиграл звание чемпиона в тяжелом весе.
В 1989 году выступал в рестлинге, когда вместе с российскими рестлерами Салманом Хасимиковым, Виктором Зангиевым и другими выступал в New Japan Pro Wrestling в составе группировки Red Bull Army.
С 1997 года Евгений Артюхин был тренером сборной команды России по греко-римской борьбе.
Старший сын — Сергей (1976—2012) — борец, выступавший за Россию и Белоруссию. Младший сын — хоккеист Евгений Артюхин (р. 1983).